# Кільцева лінія (Копенгаген)
55°42′ пн. ш. 12°33′ сх. д. / 55.7° пн. ш. 12.55° сх. д.
Кільцева лінія (дан. Cityringen) або лінія М3 — лінія Копенгагенського метро.
Відкрито 29 вересня 2019 року.
Плани її будівництва було затверджено Фолькетингом 1 червня 2007 року.

Загальна вартість оцінювалася в 15 млрд. крон
,
але зросла до 21,3 млрд крон, коли підрядники були оголошені.
COWI A/S стверджує, що міська Кільцева лінія є найбільшим будівельним проектом у Копенгагені за останні 400 років. 

Це повністю автоматизована лінія, яка використовує безпілотні потяги та здатна до звичайних операцій 24/7. 
Італійський виробник рухомого складу AnsaldoBreda постачає поїзди для нової лінії, а станції навмисно схожі на існуючі станції копенгагенського метро. 

## Станції та маршрут
Довжина Кільцевої лінії 15,5 км, кількість станцій — 17.
Лінія має переходи на лінії М1 та М2 на станціях Конгенс-Нюторв та Фредеріксборг.
Також з Кільцевої лінії є перехід на лінії приміських поїздів на станціях: Копенгаген Н, Естерпорт та Нерребро.
Це розширило транспортну доступність у Нерребро та Остербро.
У грудні 2005 року Копенгагенський та Фредеріксберзький муніципалітети погодили маршрут Кільцевої лінії з метою охопити території, які не обслуговуються системою приміських електричок та метро.
Планується, що щороку 34 млн пасажирів пересяде з автобусів на метро завдяки введенню Кільцевої лінії.
Вилучений ґрунт при будівництві ліній було використано як насип при рекультивації Нордгавена, Ересунн.

### Станції
Усі станції знаходяться під землею, з легким доступом з рівня вулиці до платформи. 

Структура станцій в основному ідентична структурі існуючих станцій Копенгагенського метро. 
Вони побудовані на глибині приблизно 19 м і є мілкого закладення; була прийнята стандартизована коробчаста конструкція розміром 64 метри на 20 метрів. Кожна станція має острівну платформу 7 — 9 м. 

Станції перераховані проти годинникової стрілки починаючи з південного сходу.
- Копенгаген-Говедбанегорд (пересадка на приміські потяги)
- Радгуспладсен, біля мерії Копенгагена
- Гаммель-странд біля палацу Крістіансборг
- Конгенс-Нютер (пересадка на лінії М1 та М2)
- Марморчіркен (біля Церкви Фредеріка)
- Остерпорт (пересадка на приміські потяги)
- Тріангельн (неподалік від стадіону Паркен)
- Поль Генінгенс-плац
- Віббенс-рудде
- Скольдз-плац
- Норебро (пересадка на приміські потяги)
- Норебро-рудде
- Нукс-плац
- Мюллер Аксель-гав
- Фредеріксберг (перехід на лінії М1 та М2)
- Фредеріксберг-алле
- Ендгав-плац

Нові станції мають однаковий дизайн, подібний до інших станцій, проте мають велику кількість різноманітних матеріалів, які роблять окремі станції більш впізнаваними. 

## Рухомий склад
Італійський виробник рухомого складу AnsaldoBreda, який раніше постачав поїзди для існуючих ліній метро, був обраний для постачання нового рухомого складу для Кільцевої лінії. 
 
Постачання поїздів відбулось у 2014 році версії 5 Hitachi Rail Italy Driverless Metro. 

Хоча ці транспортні засоби загалом ідентичні транспортним засобам копенгагенського метро, вони відрізняються деякими інноваціями в технологіях, матеріалах і дизайні. 

Поїзди без водіїв контролюються безпосередньо з централізованого центру експлуатації та технічного обслуговування лінії; для цього вони оснащені системою керування поїздами на основі зв’язку (CBTC). 

Ці транспортні засоби, як повідомляється, здатні розвивати максимальну швидкість 90 км/год, що перевищує максимальну швидкість 80 км/год для поїздів, які використовуються на інших лініях метро. 
Вони мають максимальну місткість 314 пасажирів, а потяг відправляється кожні 100 секунд, що забезпечує частоту 36 поїздів на годину. 

Система працює 24 години на добу, і пасажири можуть відстежувати місцезнаходження поїзда через електронну систему спостереження. 